# Манассеїт
Манассеїт (рос. манассеит; англ. manasseite; нім. Manasseit m) — мінерал, водний гідроксилкарбонат магнію та алюмінію шаруватої будови.

## Загальний опис
Хімічна формула: Mg6Al2(OH)16[CO3] •4H2O.
Містить (%): MgO — 40,05; Al2O3 — 16,87; H2O — 35,80; CO2 — 7,28.
Сингонія гексагональна.
Форми виділення: листуваті маси із завершеною спайністю.
Густина 2,05.
Твердість 2.
Колір білий, синюватий, сірий.
Прозорий.
Блиск восковий.
На дотик жирний.
Зустрічається разом з гідроталькітом в асоціації з серпентином у родовищі Конгсберг (Норвегія) та в Аміті (штат Нью-Йорк, США).
Рідкісний.
За прізвищем італійського мінералога Е. Манассе (E.Manasse), C.Frondel, 1940.